# Gustave Henri de Beaumont
Pour les articles homonymes, voir Beaumont.
 (août 2016).
Gustave Henri Bouthillier de Beaumont, né le 27 novembre 1851 à Genève, et mort dans la même ville le 25 septembre 1922, est un peintre, et dessinateur suisse.

## Biographie
Issu d'une famille protestante d'origine française, Gustave Henri de Beaumont est le fils d'Henri Maximilien de Beaumont et de Blanche de Budé. Après des études secondaires en Suisse alémanique, il suit les cours de Barthélemy Menn à l'école des beaux-arts, où il rencontre Ferdinand Hodler avec lequel il sympathise.
Il quitte ensuite Genève pour les Beaux-Arts de Paris où il complète sa formation auprès de Jean-Léon Gérôme. Il en profite également pour copier les grands maîtres au musée du Louvre.
En 1877, Gustave Henri de Beaumont épouse Justine de Saugy avec laquelle il réside pendant plusieurs années à Paris. De retour en Suisse, il collabore sous la direction d'Édouard Castres — avec d'autres peintres — à la réalisation du Panorama Bourbaki. Il crée également un cycle de peintures racontant l'histoire de Genève, frise qui décore l'ancien arsenal de la ville.
Il occupe un poste de professeur à l'école des beaux-arts de Genève de 1904 à 1906, puis à nouveau de 1908 à 1913. Il y enseigne alors la figure d'académie.
Dépouillé de sa fortune en raison de l'éclatement de la Première Guerre mondiale et de ses désastreuses conséquences économiques, c'est en homme ruiné qu'il meurt le 25 septembre 1922.

## Œuvres dans les collections publiques
- Genève, musée d'art et d'histoire.

## Expositions
- Gustave de Beaumont, 21 décembre 1922 au 21 janvier 1923, musée d'art et d'histoire, Genève
- Quatre peintres genevois : Gabriel, Auguste, Pauline, Gustave de Beaumont, 1811-1922, hiver 1986, Maison du Nouveau Kermont, Chambésy/GE
- Familles d'images - les peintres Beaumont : Gabriel, Auguste, Pauline et Gustave, 11 avril au 1er septembre 2002, Maison Tavel, Genève